# Rhynchospora bracteovillosa
Rhynchospora bracteovillosa är en halvgräsart som beskrevs av A.C.Araújo och William Wayt Thomas. Rhynchospora bracteovillosa ingår i släktet småag, och familjen halvgräs. Inga underarter finns listade i Catalogue of Life.